# Atletica leggera ai Giochi della XXIV Olimpiade - 10000 metri piani femminili

Video della Finale

I 10000 metri piani hanno fatto parte del programma femminile di atletica leggera ai Giochi della XXIV Olimpiade. La competizione si è svolta nei giorni 26 e 30 settembre 1988 allo Stadio olimpico di Seul.
È la prima apparizione della specialità alle Olimpiadi.

## Presenze ed assenze delle campionesse in carica
| Competizione      | Atleta                      | Prestazione                 | Seul 1988                   |                             |
| ----------------- | --------------------------- | --------------------------- | --------------------------- | --------------------------- |
| Olimpiadi 1984    | Prima apparizione ai Giochi | Prima apparizione ai Giochi | Prima apparizione ai Giochi | Prima apparizione ai Giochi |
| Commonwealth 1986 | Liz McColgan                | 31'41”42                    | Presente                    |                             |
| Europei 1986      | Ingrid Kristiansen          | 30'23”25                    | Presente                    |                             |
| Asiatici 1986     | Wang Xiuting                | 32'47”77                    | Presente                    |                             |
| Mondiali 1987     | Ingrid Kristiansen          | 31'05”85                    | Presente                    |                             |

1. ↑  Sotto la bandiera della Gran Bretagna.

## La gara
Le migliori si ritrovano nella prima semifinale: vince la norvegese Ingrid Kristiansen in 31'44"69, battendo le sovietiche Olga Bondarenko ed Olena Župieva. Nella seconda prevale la britannica Elizabeth McColgan in 32'11"95.

In finale, Ingrid Kristiansen, la favorita, dopo 2 km si pone in testa al gruppo e percorre un giro (il sesto) in 69 secondi. Inevitabilmente il gruppo si sgrana. Dietro di lei si pongono la tedesca est Kathrin Ullrich, poi la britannica McColgan e le sovietiche Župieva e Bondarenko. La norvegese continua a spingere; dietro di lei la Ullrich non molla. Le due scavano un solco di 8-10 metri con le altre tre. Improvvisamente, dopo l'ottavo giro, la Kristiansen esce dalla pista per i dolori ai piedi procurati dalle scarpe.

Dopo 8 km le posizioni sono le seguenti: Liz McColgan, Bondarenko e Župieva, con la Ullrich che segue a distanza. Le prime tre sanno che saranno loro a contendersi le medaglie. A tre giri dalla fine la Župieva inizia a staccarsi lentamente. La Bondarenko invece non molla la presa sulla McColgan.

Ai 400 metri l'unica cosa che può fare la britannica è accelerare il ritmo. Ai 200 metri la Bondarenko decide di partire. La MacColgan non riesce a rispondere e la sovietica vince in solitaria.

## Risultati

### Turni eliminatori
| 2 Batterie | 26 settembre | 42 partenti    | Si qualificano le prime 8 + i 4 migliori tempi. |
| Finale     | 30 settembre | 20 concorrenti |                                                 |

## Batterie
Lunedì 26 settembre 1988.

Si qualificano per il secondo turno le prime 4 classificate di ogni batteria (Q). Vengono ripescati i 12 migliori tempi fra le escluse (q).

### 1ª Batteria
| Posizione | Corsia | Nome                  | Nazionalità      | Tempo    | Note                          |
| --------- | ------ | --------------------- | ---------------- | -------- | ----------------------------- |
| 1         | -      | Ingrid Kristiansen    | Norvegia         | 31'44"69 | , Q                           |
| 2         | -      | Olga Bondarenko       | Unione Sovietica | 31'47"67 | Q                             |
| 3         | -      | Olena Župieva         | Unione Sovietica | 31'47"99 | Q                             |
| 4         | -      | Kathrim Ullrich       | Germania Est     | 31'51"40 | Q                             |
| 5         | -      | Susan Lee             | Canada           | 31'51"42 | , q                           |
| 6         | -      | Francie Larrieu-Smith | Stati Uniti      | 31'52"02 | , q                           |
| 7         | -      | Albertina Machado     | Portogallo       | 31'52"04 | q                             |
| 8         | -      | Qinghuan Wang         | Cina             | 32'04"52 | q                             |
| 9         | -      | Rosanna Munerotto     | Italia           | 32'06"76 | , q                           |
| 10        | -      | Carole Rouillard      | Canada           | 32'09"08 | , q                           |
| 11        | -      | Carolyn Schuwalow     | Austria          | 32'10"05 | , q                           |
| 12        | -      | Anne Audain           | Nuova Zelanda    | 32'10"73 | q                             |
| 13        | -      | Marleen Renders       | Belgio           | 32'11"49 |                               |
| 14        | -      | Martine Bouchonneau   | Svizzera         | 32'28"26 |                               |
| 15        | -      | Ana Isabel Alonso     | Spagna           | 32'40"50 | Miglior prestazione personale |
| 16        | -      | Angela Tooby          | Gran Bretagna    | 33'26"57 |                               |
| 17        | -      | Lihua Xie             | Cina             | 33'28"13 | [ 2 ]                         |
| 18        | -      | Mi-ja Jeong           | Corea del Sud    | 33'48"96 | [ 3 ]                         |
| -         | -      | Maricica Puică        | Romania          | r        |                               |
| -         | -      | Marie-Pierre Duros    | Francia          | r        |                               |
| -         | -      | Wanda Panfil          | Polonia          | dns      | [ 4 ]                         |
| -         | -      | Maryse Justin         | Mauritius        | dns      |                               |
| -         | -      | Tuija Jousimaa        | Finlandia        | dns      | [ 5 ]                         |

### 2ª Batteria
| Posizione | Corsia | Nome                 | Nazionalità      | Tempo    | Note                          |
| --------- | ------ | -------------------- | ---------------- | -------- | ----------------------------- |
| 1         | -      | Liz McColgan         | Gran Bretagna    | 32'11"95 | Q                             |
| 2         | -      | Ludmila Matveeva     | Unione Sovietica | 32'12"87 | Q                             |
| 3         | -      | Xiuting Wang         | Cina             | 32'13"00 | Q                             |
| 4         | -      | Annette Sergent      | Francia          | 32'13"45 | Q                             |
| 5         | -      | Albertina Dias       | Portogallo       | 32'13"85 | , q                           |
| 6         | -      | Lynn Nelson          | Stati Uniti      | 32'15"45 | q                             |
| 7         | -      | Nancy Tinari         | Canada           | 32'16"27 | q                             |
| 8         | -      | Lynn Jennings        | Stati Uniti      | 32'18"44 | q                             |
| 9         | -      | Akemi Matsuno        | Giappone         | 32'19"47 | Miglior prestazione personale |
| 10        | -      | Christine McMiken    | Nuova Zelanda    | 32'20"39 | Miglior prestazione personale |
| 11        | -      | Jane Shields         | Gran Bretagna    | 32'46"07 | [ 7 ]                         |
| 12        | -      | Andri Avraam         | Cipro            | 32'59"30 | Miglior prestazione personale |
| 13        | -      | El-Hassania Darami   | Marocco          | 33'01"52 | Miglior prestazione personale |
| 14        | -      | Jacqueline Perkins   | Australia        | 33'45"22 |                               |
| 15        | -      | Lieve Slegers        | Belgio           | 33'51"36 |                               |
| -         | -      | Erika Fazekas        | Ungheria         | r        | [ 8 ]                         |
| -         | -      | Päivi Tikkanen       | Finlandia        | dns      |                               |
| -         | -      | Mar Mar Min          | Birmania         | dns      |                               |
| -         | -      | Danièle Kaber        | Lussemburgo      | dns      |                               |
| -         | -      | Kerstin Pressler     | Germania Ovest   | dns      |                               |
| -         | -      | Ludmilla Melicherova | Cecoslovacchia   | dns      |                               |

## Finale
| Record mondiale      | Ingrid Kristiansen | 30'13"74 | Oslo | 5 luglio 1986  |
| Record olimpico      | Ingrid Kristiansen | 31'44"69 | Seul | 26 agosto 1988 |
| Capolista stagionale | Liz McColgan       | 31'06"99 | Oslo | 2 luglio 1988  |

Venerdì 30 settembre 1988, Stadio olimpico di Seul.
| Pos. | Corsia | Atleta                | Età | Nazione          | Tempo    | Note                          |
| ---- | ------ | --------------------- | --- | ---------------- | -------- | ----------------------------- |
|      | -      | Olga Bondarenko       | 28  | Unione Sovietica | 31'05"21 | Record olimpico               |
|      | -      | Liz McColgan          | 24  | Gran Bretagna    | 31'08"44 |                               |
|      | -      | Olena Župieva         | 24  | Unione Sovietica | 31'19"82 |                               |
| 4    | -      | Kathrim Ullrich       | 21  | Germania Est     | 31'29"27 |                               |
| 5    | -      | Francie Larrieu-Smith | 34  | Stati Uniti      | 31'35"52 | Miglior prestazione personale |
| 6    | -      | Lynn Jennings         | 28  | Stati Uniti      | 31'39"93 | Miglior prestazione personale |
| 7    | -      | Xiuting Wang          | 23  | Cina             | 31'40"23 |                               |
| 8    | -      | Susan Lee             | 28  | Canada           | 31'50"51 | Miglior prestazione personale |
| 9    | -      | Albertina Machado     | 26  | Portogallo       | 32'07"13 | Miglior prestazione personale |
| 10   | -      | Albertina Dias        | 23  | Portogallo       | 32'07"13 |                               |
| 11   | -      | Anne Audain           | 32  | Nuova Zelanda    | 32'10"27 |                               |
| 12   | -      | Ludmila Matveeva      | 31  | Unione Sovietica | 32'12"27 |                               |
| 13   | -      | Nancy Tinari          | 29  | Canada           | 32'14"05 | Miglior prestazione personale |
| 14   | -      | Rosanna Munerotto     | 25  | Italia           | 32'29"84 |                               |
| 15   | -      | Lynn Nelson           | 26  | Stati Uniti      | 32'32"24 |                               |
| 16   | -      | Carole Rouillard      | 28  | Canada           | 32'41"43 |                               |
| 17   | -      | Carolyn Schuwalow     | 23  | Australia        | 32'45"07 |                               |
| 18   | -      | Qinghuan Wang         | 21  | Cina             | 32'49"86 |                               |
| 19   | -      | Annette Sergent       | 25  | Francia          | 33'17"38 |                               |
| -    | -      | Ingrid Kristiansen    | 32  | Norvegia         | r        |                               |